# Rubettes (album)
Pour le groupe, voir The Rubettes.
 (décembre 2023).
La mise en forme du texte ne suit pas les recommandations de Wikipédia : il faut le « wikifier ».
Les points d'amélioration suivants sont les cas les plus fréquents :
- Les titres sont pré-formatés par le logiciel. Ils ne sont ni en capitales, ni en gras.
- Le texte ne doit pas être écrit en capitales (les noms de famille non plus), ni en gras, ni en italique, ni en « petit »…
- Le gras n'est utilisé que pour surligner le titre de l'article dans l'introduction, une seule fois.
- L'italique est rarement utilisé : mots en langue étrangère, titres d'œuvres, noms de bateaux, etc.
- Les citations ne sont pas en italique mais en corps de texte normal. Elles sont entourées par des guillemets français : « et ».
- Les listes à puces sont à éviter, des paragraphes rédigés étant largement préférés. Les tableaux sont à réserver à la présentation de données structurées (résultats, etc.).
- Les appels de note de bas de page (petits chiffres en exposant, introduits par l'outil «  Source ») sont à placer entre la fin de phrase et le point final[comme ça].
- Les liens internes (vers d'autres articles de Wikipédia) sont à choisir avec parcimonie. Créez des liens vers des articles approfondissant le sujet. Les termes génériques sans rapport avec le sujet sont à éviter, ainsi que les répétitions de liens vers un même terme.
- Les liens externes sont à placer uniquement dans une section « Liens externes », à la fin de l'article. Ces liens sont à choisir avec parcimonie suivant les règles définies. Si un lien sert de source à l'article, son insertion dans le texte est à faire par les notes de bas de page.
- La présentation des références doit suivre les conventions bibliographiques. Il est recommandé d'utiliser les modèles {{Ouvrage}}, {{Chapitre}}, {{Article}}, {{Lien web}} et/ou {{Bibliographie}}. Le mode d'édition visuel peut mettre en forme automatiquement les références.
- Insérer une infobox (cadre d'informations à droite) n'est pas obligatoire pour parachever la mise en page.

Pour une aide détaillée, merci de consulter Aide:Wikification.
Si vous pensez que ces points ont été résolus, vous pouvez retirer ce bandeau et améliorer la mise en forme d'un autre article.
Rubettes est le troisième album musical du groupe The Rubettes et sorti en novembre 1975. L'album est disque d'or en France (parfois référencé sous le titre Judy Run Run). Il est le dernier pour lequel ils collaborent avec Wayne Bickerton et Tony Waddington. Foe-Dee-O-Dee est un succès en Europe mais n'atteint que la quinzième place au Royaume Uni, Little Darling est un échec sauf en Belgique ou aux Pays-Bas. My Buddy Holly Days, interprétée par John Richardson, évoque l'admiration du groupe pour l'artiste Buddy Holly, Miss Goodie Two Shoes est un titre dont le groupe semble être fier, les Rubettes l'interprètent en live dans l'émission Supersonic au Royaume-Uni et la jouent lors de leur concert au Mans. Les Rubettes expliquent dans la biographie écrite par Alan Rowett Rubettes Story que Foe-Dee-O-Dee constitue le point de rupture avec leurs producteurs qui leur ont donné un fragment de chanson. Les artistes ont fait leur maximum pour embellir le titre et le solo de piano est inventé par Tony Thorpe. Néanmoins ils ne sont pas satisfaits, et ne souhaitent pas qu'il sorte en 45 tours mais les producteurs restent inflexibles. Afin de répondre aux demandes du groupe pour des chansons plus élaborées, ils écrivent Dark Side Of The World mais ce n'est pas ce que la formation recherche, Alan Williams refuse de la chanter et Bill Hurd prendra la voix principale en charge. Il pense que les musiciens ne devraient pas se séparer de leurs producteurs et souhaite faire une carrière solo, il quitte le groupe.
La pochette du disque présente le groupe de façon assez humoristique avec diverses photos où ils posent deux par deux à tour de rôle, un de face, un de dos. Pas moins de quarante photos figurent sur le recto.

## Liste des titres
Face A
1. Judy Run Run (Wayne Bickerton, Tony Waddington) - 3:04
2. Little Darling (Wayne Bickerton, Tony Waddington) - 3:20
3. My Buddy Holly Days (John Richardson, Alan Williams) - 3:15
4. Put A Back Beat To That Music (Wayne Bickerton, Tony Waddington) - 3:39
5. It's Better That Way (John Richardson, Alan Williams) - 3:49
6. Play The Game (Bill Hurd) - 2:59

Face B
1. Foe-Dee-O-Dee (Wayne Bickerton, Tony Waddington) - 3:01
2. I'm Just Dreaming (Wayne Bickerton, Tony Waddington) - 3:06
3. Out In The Cold (Bill Hurd) - 3:22
4. Miss Goodie Two Shoes (John Richardson, Alan Williams) - 3:41
5. When You're Around (Mick Clarke) - 4:13
6. Dark Side Of The World (Wayne Bickerton, Tony Waddington) - 4:03

Réf. : ETAT-2309-004
Singles
1975
- Foe-Dee-O-Dee
- With You

Réf. : 2088 007
1975
- Little Darling
- Miss Goodie Two Shoes

Réf. : 2088 013

## Musiciens
- Alan Williams : chant, guitares
- Tony Thorpe : chant, guitares
- John Richardson : chant, batterie
- Bill Hurd : chant, claviers
- Mick Clarke : chant, basse

## Production
- Producteur - Wayne Bickerton et Tony Waddington
- Enregistrement : Lansdowne Studios
- Ingénieur - John Mackswith
- assistant Ingénieur - Super Hugh
- Direction artistique/Concept - Paul Welch
- Photographie (recto) - Sanders
- Photographie (verso) - Alec Burn